# تارشولت
تارشولت (به لاتین: Târșolț) یک روستا در رومانی است که در شهرستان ساتو ماره واقع شده‌است.

## خصوصیات
تارشولت ۳٬۰۲۷ نفر جمعیت دارد.